# Mircea-Sergiu Lupu
Mircea-Sergiu Lupu est un joueur d'échecs roumain et français, né le 28 août 1962 à Negrești. Il est affilié à la fédération française des échecs depuis 1999. En 1987, il obtient le titre de maître international (IM). Le titre de grand maître international (GM) lui est décerné en 1995.

## Biographie et carrière
Dès la fin des années 1980, il fait partie des meilleurs joueurs d'échecs roumains. Il participe au Championnat d'Europe d'échecs des nations (1989) à Haïfa, remportant une médaille d'or pour un score individuel sur le sixième échiquier. Il joue au Championnat d'échecs des Balkans (1990) à Kavala.
Il joue pour la Roumanie lors de deux Olympiades d'échecs : 1990 et 1994. En 1993, il partage la 1re place du tournoi de Odorheiu Secuiesc. En 1998, il partage la 3e place à Bucarest et termine 2e (derrière Nikolaï Legky) à Besançon.
Depuis 1999, il représente la France sur la scène internationale. Cette année-là, il gagne (avec Elmar Maguerramov) à Montpellier et partagé la troisième place (derrière Vladimir Okhotnik et Vladimir Chouchelov, avec Jean-Marc Degraeve à Béthune. En 2001, il partage la deuxième place (derrière Christian Bauer, avec Laurent Fressinet, Andreï Chtchekatchev, Stanislav Savtchenko et Youri Krouppa, entre autres, aux Championnats internationaux de Paris .